# Марков, Марко

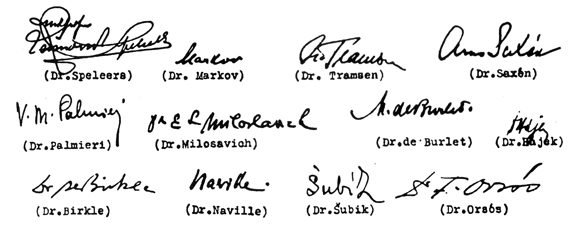
Подпись Маркова под заключительным протоколом Международной Комиссии по Катыни, 1943 год.

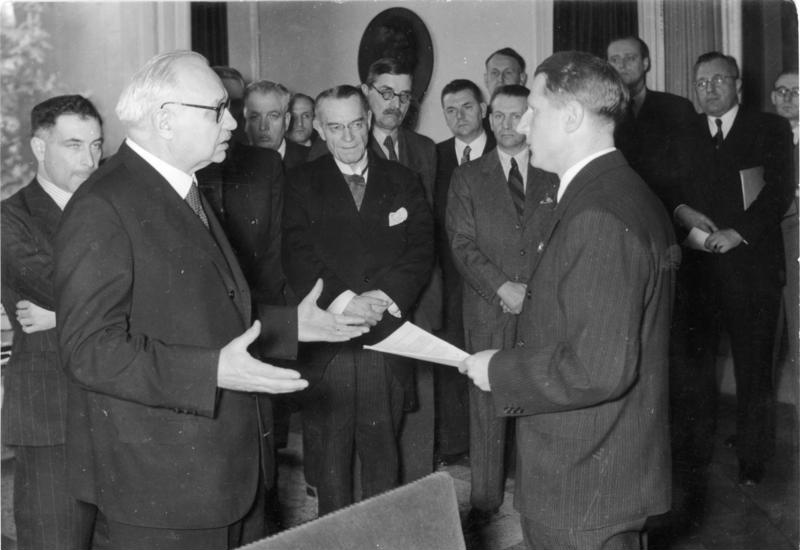
Марков на встрече членов Международной Комиссии с министром здравоохранения Рейха в Берлине, 1943 год. (Марков стоит седьмой справа)

Марко Марков (1901, Нова-Загора — 1967, София) — болгарский доктор судебной медицины, один из врачей международной комиссии, собранной немецкими властями в 1943 году для эксгумации убитых в Катыни польских офицеров.

## Биография
В 1945 году, через несколько месяцев после занятия Болгарии советскими войсками, доктор Марков был арестован и приговорён Народным судом к смертной казни за сотрудничество с немцами. До ареста доцент в Софийском институте судебной медицины. Причиной ареста было участие доктора Маркова в работе Международной комиссии в Катыни и его подпись, поставленная под заключительным протоколом, обвинявшим СССР в преступлении — убийстве польских офицеров. Доктор Марков заявил, что немцы вынудили его поставить подпись под этим документом. За сотрудничество с коммунистическим режимом в Болгарии смертный приговор был аннулирован и ему была предоставлена возможность продолжения профессиональной карьеры (позже он был назначен профессором). В 1946 году СССР привлёк его во время Нюрнбергского трибунала, где он возложил вину за катынское убийство на немцев.
Позднее, в 1951 и 1952 годах американцы пытались уговорить доктора Маркова дать показания перед комиссией Конгресса США по катынскому делу, послав ему по обычной почте письмо. Марков, не имея возможности выехать из Болгарии и опасаясь за свою судьбу и судьбу своей семьи, вдобавок зная, что письмо было предварительно прочитано болгарскими службами безопасности, не имел никакого выбора и был вынужден доставить его в соответствующие органы.
Впоследствии испытывал трудности с продвижением по службе. Некоторые коллеги-карьеристы при каждом удобном случае обвиняли его в «двойственном поведении, недобросовестности и двуличии», ссылаясь на катынский эпизод. Марков перенёс два тяжёлых инфаркта. Летом 1967 года после бурного совещания в медицинском университете в Пловдиве он умер на обратном пути в Софию.